# 康涅狄格州行政区划
美国康乃狄克州共有8个县，其中4个于1666年康涅狄格殖民地经多个小殖民地合并组建时设立。大英帝国统治期间，殖民地又新建了两个县，只有密德瑟斯郡和托兰县是在美國獨立后于1785年建立。有6个县的名称来源于英国地名，许多当地定居者就是从这些地方移民到北美新大陆。
虽然整个州分为8个县，但这些县并没有县政府，因此也就没有县城。
康涅狄格州于1960年废除县级政府，只是各县名称由于地理上的需要继续保留。不过，州内仍以县为单位组建司法和州执法官体系。除费尔菲尔德县、哈特福德县和纽黑文县外，另外5个县的法院管辖范围仍以县为界。这3个县则被进一步划分成多个管辖区。
以下表格会在每一个县的名称后面列出其聯邦資訊處理標準（简称代码），该代码是联邦政府用来区分各州和各县的唯一识别码。康涅狄格州的代码是09，结合任何一个县的代码则为。所有的代码将链接至该县最近的一次人口普查数据。
如今這些县僅用於傳統地理分區用途，例如土地識別、國家統計、員額名冊登記，以及州內法院與州警長系統的司法轄區劃分。然而在許多管轄範疇中，三個人口最多的县——費爾菲爾德、哈特福與紐黑文皆已被進一步細分。
2019年，康州政府向美國人口普查局建議，將該州九個政府委員會（Councils of Governments, COGs）取代傳統县級區劃，用於統計用途。根據人口普查局的說法：「康州的COG/規劃區擁有執行其他州县級政府常見行政職能的權力。」該提案於2022年獲得人口普查局批准，並於2024年全面實施。

## 行政区划
| 县             | FIPS代码 | 县城 （已废止）                                                                    | 建立 | 起源                                       | 辞源                                                             | 人口    | 面积         | 地图                           |
| -------------- | -------- | ---------------------------------------------------------------------------------- | ---- | ------------------------------------------ | ---------------------------------------------------------------- | ------- | ------------ | ------------------------------ |
| 费尔菲尔德县   | 001      | 费尔菲尔德（1666至1853年） 布里奇波特（1853至1960年）                              | 1666 | 最初建立的4县之一                          | 海岸线周边数百英亩的盐碱地                                       | 916,829 | 1621平方公里 | 標示出费尔菲尔德县位置的地圖   |
| 哈特福德县     | 003      | 哈特福（1666至1960年）                                                             | 1666 | 最初建立的4县之一                          | 英国赫特福德郡                                                   | 894,014 | 1906平方公里 | 標示出哈特福德县位置的地圖     |
| 利奇菲尔德县   | 005      | 利奇菲尔德（1751至1960年）                                                         | 1751 | 费尔菲尔德县、哈特福德县和纽黑文县的一部分 | 英国城市利奇菲尔德                                               | 189,927 | 2383平方公里 | 標示出利奇菲尔德县位置的地圖   |
| 米德尔塞克斯县 | 007      | 米德尔敦（1785至1960年）                                                           | 1785 | 新伦敦县和哈特福德县的一部分               | 英国曾有过的同名郡，已于1965年废除                               | 165,676 | 956平方公里  | 標示出米德尔塞克斯县位置的地圖 |
| 纽黑文县       | 009      | 纽黑文（1666至1960年）                                                             | 1666 | 最初建立的4县之一                          | 清教徒可以不用再担心宗教迫害的同名前殖民地，发音类似“新的避风港” | 862,477 | 1570平方公里 | 標示出纽黑文县位置的地圖       |
| 新伦敦县       | 011      | 新伦敦（1666至1960年）                                                             | 1666 | 最初建立的4县之一                          | 英国伦敦                                                         | 274,055 | 1725平方公里 | 標示出新伦敦县位置的地圖       |
| 托兰县         | 013      | 托兰（1785至1889年） 罗克维尔（1889至1960年）                                      | 1785 | 哈特福德县和温德姆的一部分                 | 英国萨默塞特郡的一个同名村庄                                     | 152,691 | 1062平方公里 | 標示出托兰县位置的地圖         |
| 温德姆县       | 015      | 温德姆（1726至1819年） 布鲁克林（1819至1895年） 威利曼蒂克和普特南（1895至1960年） | 1726 | 哈特福德县和新伦敦县的一部分               | 英国同名村庄，位于如今西萨塞克斯郡                               | 118,428 | 1329平方公里 | 標示出温德姆县位置的地圖       |

## 曾有过的县
- 杜倫巴爾縣，原是康乃狄克西保留地，1800年起划归俄亥俄州；
- 威斯特摩蘭郡（英语：Westmoreland County, Connecticut），威尔克斯-巴里附近的一片地区，1784年划归宾夕法尼亚州。[1]